# Philippe Smaldone
Pour les articles homonymes, voir Apôtre de la Charité.
Philippe Smaldone (Naples, 27 juillet 1848 -  Lecce, 4 juin 1923) est un prêtre italien qui s’est illustré dans l’apostolat auprès des sourds-muets. Il est fondateur des salésiennes des Sacrés-Cœurs vouées à cet apostolat et reconnu comme saint par l'Église catholique.

## Biographie
Philippe Smaldone naît dans le royaume des Deux-Siciles, quelques années avant que ce dernier soit absorbé par le nouveau royaume d'Italie issu de l'unité italienne, ce qui s'accompagne de persécutions envers l'Église, considérée comme un pouvoir opposé à l'unification de l'Italie. Sa réaction à cette persécution est l'envie de devenir prêtre lui-même. Il se dévouera au service des sourds dans le midi de l'Italie (semblable en cela à l'intuition de Marie-Thérèse Scherrer en Suisse), ce qui pallie les faiblesses de l'organisation sociale de cette époque.

### Attention aux sourds-muets
Dès ses études en théologie, il s'occupe des sourds-muets dans la ville et la région de Naples. Il est transféré à Rossano, et visite les pauvres et les malades des alentours, au point de tomber lui-même malade, et dit-on, d'être guéri par intercession de la Madone de Pompéi.
Revenu à Naples, ordonné prêtre le 27 mars 1871, il rend des services dans l'enseignement religieux des enfants autour des chapelles de plusieurs paroisses, surtout de S. Caterina al Foro Magno.
En 1885, avec l'aide de don Lorenzo Alpicella, il fonde à Lecce l'institut pour les sourds-muets qui prendra plus tard son nom. Il se laisse entourer par des femmes dévouées qui seront le noyau de la congrégation qu'il fondera, dans la ligne de l'inspiration de saint François de Sales.
Devant l'affluence des enfants qui lui sont confiés, il fonde deux autres maisons, à Rome et à Bari.

## Spiritualité
Marqué par son temps de mouvements politiques forts, il a une spiritualité sacerdotale intense et solide, spécialement dans la prière et la pénitence. Il fonde la Ligue eucharistique des prêtres adorateurs et des dames adoratrices.

## Source
- Biographie du fondateur des sœurs salésiennes des Sacrés-Cœurs (it) lire en ligne